# Jamie Gallimore
James Wilfred Gallimore (Kanada, Alberta, Edmonton, 1957. november 28. –) profi jégkorongozó.

## Karrier
Komolyabb junior karrierjét az Edmonton Metsben kezdte 1973-ban. Innen a Kamloops Chiefsbe került, mely Western Canada Hockey League-es csapat volt. Itt három idényt töltött. Az 1977-es NHL-amatőr drafton a Minnesota North Stars választotta ki a hatodik kör 97. helyén. 1977–1978-ban játszott a Fort Wayne Kometsben, a Fort Worth Texansban és két mérkőzésre felkerült a North Starshoz a National Hockey League-be A szezon végén a elhódították az Adams-kupát, vagyis a CHL-bajnokai lettek. Ezután már csak a CHL-ben (Oklahoma City Stars, Wichita Wind) és német ligában játszott. 1982-ben vonult vissza.

## Díjai
- Adams-kupa: 1978

## Karrier statisztika
| 1974–1975       | Kamloops Chiefs       | WCHL            | 56 | 3  | 5  | 8  | 50  | 3 | 0 | 1 | 1 | 27 |
| 1975–1976       | Kamloops Chiefs       | WCHL            | 28 | 5  | 7  | 12 | 57  | 1 | 0 | 0 | 0 | 0  |
| 1976–1977       | Kamloops Chiefs       | WCHL            | 72 | 24 | 22 | 46 | 121 | 5 | 1 | 1 | 2 | 2  |
| 1977–1978       | Fort Wayne Komets     | IHL             | 23 | 6  | 6  | 12 | 21  | — | — | — | — | —  |
| 1977–1978       | Fort Worth Texans     | CHL             | 47 | 8  | 2  | 10 | 24  | 9 | 0 | 0 | 0 | 29 |
| 1977–1978       | Minnesota North Stars | NHL             | 2  | 0  | 0  | 0  | 0   | — | — | — | — | —  |
| 1978–1979       | Oklahoma City Stars   | CHL             | 38 | 8  | 6  | 14 | 26  | — | — | — | — | —  |
| 1979–1980       | Oklahoma City Stars   | CHL             | 67 | 5  | 8  | 13 | 35  | — | — | — | — | —  |
| 1980–1981       | Essen EHC             | 2.GBun          | 9  | 2  | 2  | 4  | 24  | — | — | — | — | —  |
| 1981–1982       | Wichita Wind          | CHL             | 3  | 0  | 1  | 1  | 11  | — | — | — | — | —  |
| NHL összesített | NHL összesített       | NHL összesített | 2  | 0  | 0  | 0  | 0   | — | — | — | — | —  |